# Llista de monuments de Vilobí d'Onyar
Llista de monuments de Vilobí d'Onyar inclosos en l'Inventari del Patrimoni Arquitectònic de Catalunya per al municipi de Vilobí d'Onyar (la Selva). Inclou els inscrits en el Registre de Béns Culturals d'Interès Nacional (BCIN) amb la classificació de monument històric, els Béns Culturals d'Interès Local (BCIL) de caràcter immoble i la resta de béns arquitectònics integrants del patrimoni cultural català.
| Monument                                                           | Protecció    | Estil/època                                      | Localització                                                        | Coordenades                                          | Codi?         | Imatge |
| ------------------------------------------------------------------ | ------------ | ------------------------------------------------ | ------------------------------------------------------------------- | ---------------------------------------------------- | ------------- | --- |
| Castell de Vilobí d'Onyar                                          | BCIN 1815-MH | Romànic, renaixement XII-XIII, XV, XVIII-XIX, XX | Vilobí d'Onyar C. Clau, 5                                           | 41° 53′ 21″ N, 2° 44′ 34″ E / 41.889184°N,2.742650°E | RI-51-0006193 | Castell de Vilobí d'Onyar · Vegeu més fotos d'aquest monument · Carregueu una nova foto d'aquest monument                                          |
| Mas Oliver, o Mas Alrà, Ca n'Oliver                                | BCIN 1816-MH | Obra popular, gòtic XIV, XVII, XIX, XX           | Vilobí d'Onyar Veïnat de Santa Margarida                            | 41° 52′ 44″ N, 2° 45′ 18″ E / 41.878853°N,2.755068°E | RI-51-0006194 | Mas Oliver (Vilobí d'Onyar) · Vegeu més fotos d'aquest monument · Carregueu una nova foto d'aquest monument                                        |
| Can Costa                                                          | BCIN 1817-MH | Obra popular XVI, XX                             | Vilobí d'Onyar Sant Dalmai                                          | 41° 55′ 06″ N, 2° 44′ 02″ E / 41.918436°N,2.733802°E | RI-51-0006195 | Can Costa (Vilobí d'Onyar) · Vegeu més fotos d'aquest monument · Carregueu una nova foto d'aquest monument                                         |
| Església parroquial de Sant Esteve de Vilobí                       | BCIL 1987    | Barroc XVIII, XX                                 | Vilobí d'Onyar Pl. de l'Església, 4                                 | 41° 53′ 20″ N, 2° 44′ 34″ E / 41.888936°N,2.742701°E | IPA-27213     | Església parroquial de Sant Esteve de Vilobí (Vilobí d'Onyar) · Vegeu més fotos d'aquest monument · Carregueu una nova foto d'aquest monument      |
| Casa a la plaça Vella, 2, Fusteria                                 |              | Obra popular XVII, XX                            | Vilobí d'Onyar Pl. Vella, 2                                         | 41° 53′ 18″ N, 2° 44′ 33″ E / 41.888427°N,2.742594°E | IPA-27216     | Casa a la plaça Vella, 2 (Vilobí d'Onyar) · Vegeu més fotos d'aquest monument · Carregueu una nova foto d'aquest monument                          |
| Ca la Viuda, o Cal Teixidor                                        |              | Obra popular XVI                                 | Vilobí d'Onyar C. Onyar, 3 (enderrocada)                            | 41° 53′ 19″ N, 2° 44′ 35″ E / 41.888682°N,2.743125°E | IPA-27217     | Ca la Viuda (Vilobí d'Onyar) · Vegeu més fotos d'aquest monument · Carregueu una nova foto d'aquest monument                                       |
| Cal Rajoler                                                        |              | Obra popular XVIII                               | Vilobí d'Onyar Pl. Vella, 3                                         | 41° 53′ 18″ N, 2° 44′ 33″ E / 41.888431°N,2.742529°E | IPA-27218     | Cal Rajoler (Vilobí d'Onyar) · Vegeu més fotos d'aquest monument · Carregueu una nova foto d'aquest monument                                       |
| Habitatge a la Travessia antiga de Cal Metge, 1-3                  |              | Obra popular XIX                                 | Vilobí d'Onyar Trav. antiga de Cal Metge, 1-3                       | 41° 53′ 18″ N, 2° 44′ 36″ E / 41.888304°N,2.743355°E | IPA-27219     | Habitatge a la travessia antiga de Cal Metge, 1-3 (Vilobí d'Onyar) · Vegeu més fotos d'aquest monument · Carregueu una nova foto d'aquest monument |
| Habitatge a la plaça Nova, 4-6                                     |              | Obra popular XIX                                 | Vilobí d'Onyar Pl. Nova, 4-5-6                                      | 41° 53′ 17″ N, 2° 44′ 35″ E / 41.888044°N,2.743186°E | IPA-27220     | Habitatge a la plaça Nova, 4-6 (Vilobí d'Onyar) · Vegeu més fotos d'aquest monument · Carregueu una nova foto d'aquest monument                    |
| Can Roscada                                                        |              | Obra popular XVIII                               | Vilobí d'Onyar Travessia Casa de la Vila, 2 - pl. Vella, 1          | 41° 53′ 18″ N, 2° 44′ 34″ E / 41.888414°N,2.74271°E  | IPA-27221     | Can Roscada (Vilobí d'Onyar) · Vegeu més fotos d'aquest monument · Carregueu una nova foto d'aquest monument                                       |
| Can Benet                                                          |              | Obra popular XVII, XX                            | Vilobí d'Onyar C. Onyar, 4                                          | 41° 53′ 19″ N, 2° 44′ 36″ E / 41.888562°N,2.743196°E | IPA-27222     | Can Benet (Vilobí d'Onyar) · Vegeu més fotos d'aquest monument · Carregueu una nova foto d'aquest monument                                         |
| Capella de la Mare de Déu dels Dolors, o Capella del Mas Alrà      |              | Obra popular, barroc XVII                        | Vilobí d'Onyar Mas Alrà, veïnat de Santa Margarida                  | 41° 52′ 43″ N, 2° 45′ 19″ E / 41.87863°N,2.75525°E   | IPA-27223     | Capella de la Mare de Déu dels Dolors (Vilobí d'Onyar) · Vegeu més fotos d'aquest monument · Carregueu una nova foto d'aquest monument             |
| Ermita de Santa Margarida                                          | BCIL 1987    | Obra popular XII, XVII                           | Vilobí d'Onyar Veïnat de Santa Margarida                            | 41° 52′ 26″ N, 2° 45′ 02″ E / 41.8739°N,2.75045°E    | IPA-27224     | Ermita de Santa Margarida (Vilobí d'Onyar) · Vegeu més fotos d'aquest monument · Carregueu una nova foto d'aquest monument                         |
| Can Cobarsí                                                        | BCIL 1987    | Obra popular XVI, XX                             | Vilobí d'Onyar Veïnat de Santa Margarida                            | 41° 52′ 28″ N, 2° 45′ 10″ E / 41.87439°N,2.75274°E   | IPA-27225     | Can Cobarsí (Vilobí d'Onyar) · Vegeu més fotos d'aquest monument · Carregueu una nova foto d'aquest monument                                       |
| Can Vidal, o Can Xico Toni                                         |              | Obra popular XX                                  | Vilobí d'Onyar C. Sant Narcís, 22                                   | 41° 53′ 19″ N, 2° 44′ 22″ E / 41.888573°N,2.739447°E | IPA-27226     | Can Vidal (Vilobí d'Onyar) · Vegeu més fotos d'aquest monument · Carregueu una nova foto d'aquest monument                                         |
| Can Noguer i Bataller, o Can Joaquim Noguer, Casa nova d'en Quirze |              | Obra popular XVII, XX                            | Vilobí d'Onyar C. Sant Narcís, 24                                   | 41° 53′ 18″ N, 2° 44′ 19″ E / 41.888309°N,2.73867°E  | IPA-27227     | Can Noguer i Bataller (Vilobí d'Onyar) · Vegeu més fotos d'aquest monument · Carregueu una nova foto d'aquest monument                             |
| Rectoria de Vilobí d'Onyar                                         |              | Obra popular XVI                                 | Vilobí d'Onyar Pl. Vella, 9                                         | 41° 53′ 19″ N, 2° 44′ 33″ E / 41.888662°N,2.742517°E | IPA-27228     | Rectoria de Vilobí d'Onyar · Vegeu més fotos d'aquest monument · Carregueu una nova foto d'aquest monument                                         |
| Cal Ferrer Pagès                                                   |              | Obra popular XVI, XX                             | Vilobí d'Onyar Veïnat de l'Onyar                                    | 41° 53′ 19″ N, 2° 44′ 54″ E / 41.88865°N,2.74834°E   | IPA-27229     | Cal Ferrer Pagès (Vilobí d'Onyar) · Vegeu més fotos d'aquest monument · Carregueu una nova foto d'aquest monument                                  |
| Església de Sant Dalmai                                            | BCIL 1987    | Barroc, renaixement XVII, XV                     | Vilobí d'Onyar C. de l'Església, 24, Sant Dalmai                    | 41° 54′ 53″ N, 2° 44′ 09″ E / 41.91476°N,2.73583°E   | IPA-27231     | Església parroquial de Sant Dalmai (Vilobí d'Onyar) · Vegeu més fotos d'aquest monument · Carregueu una nova foto d'aquest monument                |
| Can Patllari                                                       |              | Obra popular XVIII                               | Vilobí d'Onyar C. de l'Església, Sant Dalmai                        | 41° 53′ 42″ N, 2° 43′ 50″ E / 41.895°N,2.73068°E     | IPA-27233     | Can Patllari (Vilobí d'Onyar) · Vegeu més fotos d'aquest monument · Carregueu una nova foto d'aquest monument                                      |
| Rectoria de Sant Dalmai                                            |              | Obra popular XVII, XVIII, XX                     | Vilobí d'Onyar C. de l'Església, 35, Sant Dalmai                    | 41° 54′ 55″ N, 2° 44′ 08″ E / 41.91536°N,2.73561°E   | IPA-27234     | Rectoria de Sant Dalmai (Vilobí d'Onyar) · Vegeu més fotos d'aquest monument · Carregueu una nova foto d'aquest monument                           |
| Cal Frare, o Can Miquel Fotlledosa, Cal Rei, Cal Carter Cec        |              | Obra popular XVI, XX                             | Vilobí d'Onyar C. de l'Església, 23, Sant Dalmai                    | 41° 54′ 52″ N, 2° 44′ 07″ E / 41.91438°N,2.73534°E   | IPA-27235     | Carregueu una nova foto d'aquest monument |
| Can Toni                                                           |              | Obra popular XVIII                               | Vilobí d'Onyar Sant Dalmai                                          | 41° 54′ 28″ N, 2° 44′ 04″ E / 41.90771°N,2.73441°E   | IPA-27236     | Can Toni (Vilobí d'Onyar) · Vegeu més fotos d'aquest monument · Carregueu una nova foto d'aquest monument                                          |
| Can Xifra, o Mas Pla                                               |              | Obra popular XVII, XX                            | Vilobí d'Onyar Sant Dalmai                                          | 41° 54′ 19″ N, 2° 44′ 02″ E / 41.90529°N,2.73393°E   | IPA-27237     | Can Xifra (Vilobí d'Onyar) · Vegeu més fotos d'aquest monument · Carregueu una nova foto d'aquest monument                                         |
| Can Valls                                                          |              | Obra popular XVII                                | Vilobí d'Onyar Salitja                                              | 41° 54′ 02″ N, 2° 44′ 07″ E / 41.90052°N,2.73514°E   | IPA-27238     | Can Valls (Vilobí d'Onyar) · Vegeu més fotos d'aquest monument · Carregueu una nova foto d'aquest monument                                         |
| Ca l'Adroer, o Cal Teixidor                                        |              | Obra popular XVIII                               | Vilobí d'Onyar Sant Dalmai                                          | 41° 54′ 36″ N, 2° 43′ 57″ E / 41.90994°N,2.73244°E   | IPA-27239     | Carregueu una nova foto d'aquest monument |
| Església parroquial de Santa Maria de Salitja                      | BCIL 1987    | Barroc, neoclassicisme XVI, XVIII, XX            | Vilobí d'Onyar Pl. de l'Església, 8, Salitja                        | 41° 54′ 30″ N, 2° 44′ 50″ E / 41.908362°N,2.747092°E | IPA-27241     | Església parroquial de Santa Maria de Salitja (Vilobí d'Onyar) · Vegeu més fotos d'aquest monument · Carregueu una nova foto d'aquest monument     |
| Can Carreter de la Dent                                            |              | Obra popular XIX, XX                             | Vilobí d'Onyar C. Nou, 19, Salitja                                  | 41° 54′ 24″ N, 2° 44′ 46″ E / 41.906729°N,2.746062°E | IPA-27242     | Can Carreter de la Dent (Vilobí d'Onyar) · Vegeu més fotos d'aquest monument · Carregueu una nova foto d'aquest monument                           |
| Can Pallarí, o Can Moià, Can Planellas                             |              | Obra popular XX, XVI                             | Vilobí d'Onyar Pl. de l'Església, 4-5-6, Salitja                    | 41° 54′ 30″ N, 2° 44′ 49″ E / 41.908407°N,2.746864°E | IPA-27244     | Can Pallarí (Vilobí d'Onyar) · Vegeu més fotos d'aquest monument · Carregueu una nova foto d'aquest monument                                       |
| Mas Aloart, o Ca n'Aluart                                          |              | Obra popular XVII, XX                            | Vilobí d'Onyar Salitja                                              | 41° 54′ 33″ N, 2° 44′ 51″ E / 41.909114°N,2.747548°E | IPA-27245     | Mas Aloart (Vilobí d'Onyar) · Vegeu més fotos d'aquest monument · Carregueu una nova foto d'aquest monument                                        |
| Els Delmes                                                         |              | Obra popular XVIII                               | Vilobí d'Onyar Pl. de l'Església, 2, Salitja                        | 41° 54′ 30″ N, 2° 44′ 48″ E / 41.90832°N,2.746681°E  | IPA-27246     | Els Delmes (Vilobí d'Onyar) · Vegeu més fotos d'aquest monument · Carregueu una nova foto d'aquest monument                                        |
| Rectoria de Salitja                                                |              | Obra popular XVIII Mitjan                        | Vilobí d'Onyar Pl. de l'Església, 1, Salitja                        | 41° 54′ 29″ N, 2° 44′ 49″ E / 41.90819°N,2.746866°E  | IPA-27247     | Rectoria de Salitja (Vilobí d'Onyar) · Vegeu més fotos d'aquest monument · Carregueu una nova foto d'aquest monument                               |
| Can Granic, o Can Tarrencs                                         |              | Obra popular XVI, XVIII, XX                      | Vilobí d'Onyar Salitja                                              | 41° 54′ 18″ N, 2° 44′ 45″ E / 41.905°N,2.745917°E    | IPA-27248     | Can Granic (Vilobí d'Onyar) · Vegeu més fotos d'aquest monument · Carregueu una nova foto d'aquest monument                                        |
| Escoles Velles                                                     | BCIL 2005    | Noucentisme XX Inici                             | Vilobí d'Onyar C. Madrenys, 1-3-5                                   | 41° 53′ 15″ N, 2° 44′ 33″ E / 41.887459°N,2.742451°E | IPA-29224     | Escoles Velles (Vilobí d'Onyar) · Vegeu més fotos d'aquest monument · Carregueu una nova foto d'aquest monument                                    |
| Ermita de Sant Llop, o Capella de Sant Llop de Sant Dalmai         | BCIL 1978    | Romànic XII, XIX                                 | Vilobí d'Onyar Sant Dalmai                                          | 41° 55′ 11″ N, 2° 44′ 04″ E / 41.91969°N,2.7344°E    | IPA-30611     | Ermita de Sant Llop (Vilobí d'Onyar) · Vegeu més fotos d'aquest monument · Carregueu una nova foto d'aquest monument                               |
| Can Barceló                                                        |              | Obra popular XVI, XIX                            | Vilobí d'Onyar Veïnat de l'Onyar                                    | 41° 53′ 16″ N, 2° 45′ 04″ E / 41.8878°N,2.75115°E    | IPA-30613     | Carregueu una nova foto d'aquest monument |
| Casa a la plaça Vella, 11                                          |              | Obra popular XVI, XX                             | Vilobí d'Onyar Pl. Vella, 11                                        | 41° 53′ 19″ N, 2° 44′ 34″ E / 41.888567°N,2.742839°E | IPA-32460     | Casa a la plaça Vella, 11 (Vilobí d'Onyar) · Vegeu més fotos d'aquest monument · Carregueu una nova foto d'aquest monument                         |
| Can Vivolas                                                        |              | Obra popular XVI, XX                             | Vilobí d'Onyar C. de la Clau, 3                                     | 41° 53′ 20″ N, 2° 44′ 35″ E / 41.888755°N,2.742995°E | IPA-32462     | Can Vivolas (Vilobí d'Onyar) · Vegeu més fotos d'aquest monument · Carregueu una nova foto d'aquest monument                                       |
| Ermita de la Mare de Déu de les Fonts                              | BCIL 1987    | Barroc XVII                                      | Vilobí d'Onyar Salitja                                              | 41° 54′ 57″ N, 2° 44′ 49″ E / 41.915897°N,2.746834°E | IPA-32465     | Ermita de la Mare de Déu de les Fonts (Vilobí d'Onyar) · Vegeu més fotos d'aquest monument · Carregueu una nova foto d'aquest monument             |
| Can Bes, o Ca n'Oliveres de Munt                                   |              | Obra popular, gòtic tardà XVI                    | Vilobí d'Onyar Salitja                                              | 41° 54′ 28″ N, 2° 44′ 33″ E / 41.90779°N,2.74245°E   | IPA-32484     | Can Bes (Vilobí d'Onyar) · Vegeu més fotos d'aquest monument · Carregueu una nova foto d'aquest monument                                           |
| Can Saus o Cases Noves                                             |              | Obra popular XVI, XX                             | Vilobí d'Onyar C. Sant Dalmai, 32, Salitja                          | 41° 54′ 38″ N, 2° 44′ 40″ E / 41.910615°N,2.744447°E | IPA-32485     | Can Saus (Vilobí d'Onyar) · Vegeu més fotos d'aquest monument · Carregueu una nova foto d'aquest monument                                          |
| Can Tries, o Can Trias                                             |              | Obra popular XVII, XIX, XX                       | Vilobí d'Onyar Sant Dalmai                                          | 41° 54′ 47″ N, 2° 44′ 26″ E / 41.91312°N,2.74047°E   | IPA-32486     | Can Tries (Vilobí d'Onyar) · Vegeu més fotos d'aquest monument · Carregueu una nova foto d'aquest monument                                         |
| Can Boades                                                         |              | Obra popular XVII                                | Vilobí d'Onyar Salitja                                              | 41° 55′ 17″ N, 2° 44′ 41″ E / 41.92132°N,2.7448°E    | IPA-32487     | Can Boades (Vilobí d'Onyar) · Vegeu més fotos d'aquest monument · Carregueu una nova foto d'aquest monument                                        |
| Can Freu                                                           |              | Obra popular XVI, XX                             | Vilobí d'Onyar Veïnat de la Sarreda                                 | 41° 52′ 41″ N, 2° 43′ 30″ E / 41.87795°N,2.72505°E   | IPA-32490     | Carregueu una nova foto d'aquest monument |
| Can Sagrera                                                        |              | Obra popular XVI, XX                             | Vilobí d'Onyar Sant Dalmai                                          | 41° 54′ 54″ N, 2° 44′ 14″ E / 41.91499°N,2.73726°E   | IPA-32491     | Carregueu una nova foto d'aquest monument |
| Can Rovira                                                         | BCIL 1987    | Obra popular XVII, XX                            | Vilobí d'Onyar Sant Dalmai                                          | 41° 54′ 32″ N, 2° 43′ 34″ E / 41.90886°N,2.72603°E   | IPA-32492     | Carregueu una nova foto d'aquest monument |
| Can Pujol                                                          |              | Obra popular XVI                                 | Vilobí d'Onyar Sant Dalmai                                          | 41° 54′ 17″ N, 2° 43′ 02″ E / 41.90477°N,2.71724°E   | IPA-32494     | Carregueu una nova foto d'aquest monument |
| Can Pèlach Vell                                                    |              | Obra popular XV, XVI, XVIII                      | Vilobí d'Onyar Sant Dalmai                                          | 41° 55′ 16″ N, 2° 42′ 25″ E / 41.92118°N,2.70684°E   | IPA-32495     | Carregueu una nova foto d'aquest monument |
| Can Pèlach Nou                                                     |              | Obra popular, historicisme XVIII                 | Vilobí d'Onyar Sant Dalmai                                          | 41° 55′ 16″ N, 2° 42′ 26″ E / 41.92123°N,2.70732°E   | IPA-32496     | Can Pèlach Nou (Vilobí d'Onyar) · Vegeu més fotos d'aquest monument · Carregueu una nova foto d'aquest monument                                    |
| Can Cavaller                                                       |              | Obra popular, gòtic XVI, XX                      | Vilobí d'Onyar Veïnat de l'Onyar                                    | 41° 52′ 52″ N, 2° 46′ 06″ E / 41.88116°N,2.76838°E   | IPA-32501     | Carregueu una nova foto d'aquest monument |
| Can Gras                                                           |              | Obra popular XVI, XX                             | Vilobí d'Onyar Veïnat de l'Aeroport                                 | 41° 53′ 23″ N, 2° 45′ 57″ E / 41.88962°N,2.76572°E   | IPA-32502     | Can Gras (Vilobí d'Onyar) · Vegeu més fotos d'aquest monument · Carregueu una nova foto d'aquest monument                                          |
| Can Pascol                                                         |              | Obra popular, gòtic XVI, XX                      | Vilobí d'Onyar Veïnat de l'Aeroport                                 | 41° 53′ 34″ N, 2° 45′ 41″ E / 41.89282°N,2.76145°E   | IPA-32504     | Can Pascol (Vilobí d'Onyar) · Vegeu més fotos d'aquest monument · Carregueu una nova foto d'aquest monument                                        |
| Can Riquer                                                         |              | Obra popular, gòtic XV, XX                       | Vilobí d'Onyar Veïnat de l'Onyar                                    | 41° 53′ 00″ N, 2° 45′ 37″ E / 41.88326°N,2.76019°E   | IPA-32506     | Carregueu una nova foto d'aquest monument |
| Can Salamanya                                                      |              | Obra popular XVI, XX                             | Vilobí d'Onyar Salitja                                              | 41° 53′ 51″ N, 2° 44′ 20″ E / 41.89743°N,2.73898°E   | IPA-32507     | Can Salamanya (Vilobí d'Onyar) · Vegeu més fotos d'aquest monument · Carregueu una nova foto d'aquest monument                                     |
| Ca l'Artau i capella                                               | BCIL 1987    | Obra popular XVII                                | Vilobí d'Onyar Veïnat de Santa Margarida                            | 41° 52′ 38″ N, 2° 45′ 28″ E / 41.87734°N,2.75771°E   | IPA-32508     | Ca l'Artau i Capella (Vilobí d'Onyar) · Vegeu més fotos d'aquest monument · Carregueu una nova foto d'aquest monument                              |
| Plaça Nova i travessies, Eixample de Vilobí                        |              | Noucentisme XIX                                  | Vilobí d'Onyar Pl. Nova, travessies d'en Niso i antiga de Cal Metge | 41° 53′ 17″ N, 2° 44′ 35″ E / 41.888058°N,2.742929°E | IPA-32511     | Plaça Nova i travessies (Vilobí d'Onyar) · Vegeu més fotos d'aquest monument · Carregueu una nova foto d'aquest monument                           |
| Plaça Vella                                                        |              | Obra popular XVII, XIX, XX                       | Vilobí d'Onyar Pl. Vella                                            | 41° 53′ 19″ N, 2° 44′ 33″ E / 41.888536°N,2.742571°E | IPA-32512     | Plaça Vella (Vilobí d'Onyar) · Vegeu més fotos d'aquest monument · Carregueu una nova foto d'aquest monument                                       |
| Cal Ferrer Grau (enderrocada)                                      |              | Obra popular XVII                                | Vilobí d'Onyar C. Onyar, 5-7                                        | 41° 53′ 20″ N, 2° 44′ 35″ E / 41.888771°N,2.743178°E | IPA-32513     | Carregueu una nova foto d'aquest monument |
| Can Serra                                                          |              | Obra popular XVI, XX                             | Vilobí d'Onyar Veïnat de l'Onyar                                    | 41° 52′ 54″ N, 2° 45′ 53″ E / 41.88168°N,2.76476°E   | IPA-32514     | Carregueu una nova foto d'aquest monument |
| Ca l'Hereu                                                         |              | Obra popular XVI, XX                             | Vilobí d'Onyar Veïnat de l'Onyar                                    | 41° 52′ 54″ N, 2° 46′ 01″ E / 41.88158°N,2.76691°E   | IPA-32515     | Carregueu una nova foto d'aquest monument |
| Casa a la plaça Nova, 9                                            |              | Eclecticisme XX                                  | Vilobí d'Onyar Pl. Nova, 9                                          | 41° 53′ 17″ N, 2° 44′ 34″ E / 41.88794°N,2.742807°E  | IPA-32516     | Casa a la plaça Nova, 9 (Vilobí d'Onyar) · Vegeu més fotos d'aquest monument · Carregueu una nova foto d'aquest monument                           |
| Can Roure                                                          |              | Obra popular XVI, XX                             | Vilobí d'Onyar Veïnat de la Sarreda                                 | 41° 53′ 21″ N, 2° 43′ 43″ E / 41.88923°N,2.72858°E   | IPA-32517     | Carregueu una nova foto d'aquest monument |
| Can Rodó                                                           |              | Obra popular XVI, XIX, XX                        | Vilobí d'Onyar Veïnat de la Sarreda                                 | 41° 53′ 22″ N, 2° 44′ 00″ E / 41.88947°N,2.73345°E   | IPA-32518     | Carregueu una nova foto d'aquest monument |
| Can Palau                                                          |              | Obra popular XVI, XX                             | Vilobí d'Onyar Veïnat de Santa Margarida                            | 41° 52′ 11″ N, 2° 45′ 51″ E / 41.86963°N,2.76419°E   | IPA-32519     | Carregueu una nova foto d'aquest monument |
| Ca l'Hereu Nou                                                     |              | Obra popular XIX                                 | Vilobí d'Onyar Veïnat de l'Onyar                                    | 41° 52′ 55″ N, 2° 46′ 02″ E / 41.88183°N,2.76715°E   | IPA-32520     | Carregueu una nova foto d'aquest monument |